# 灣景廣場

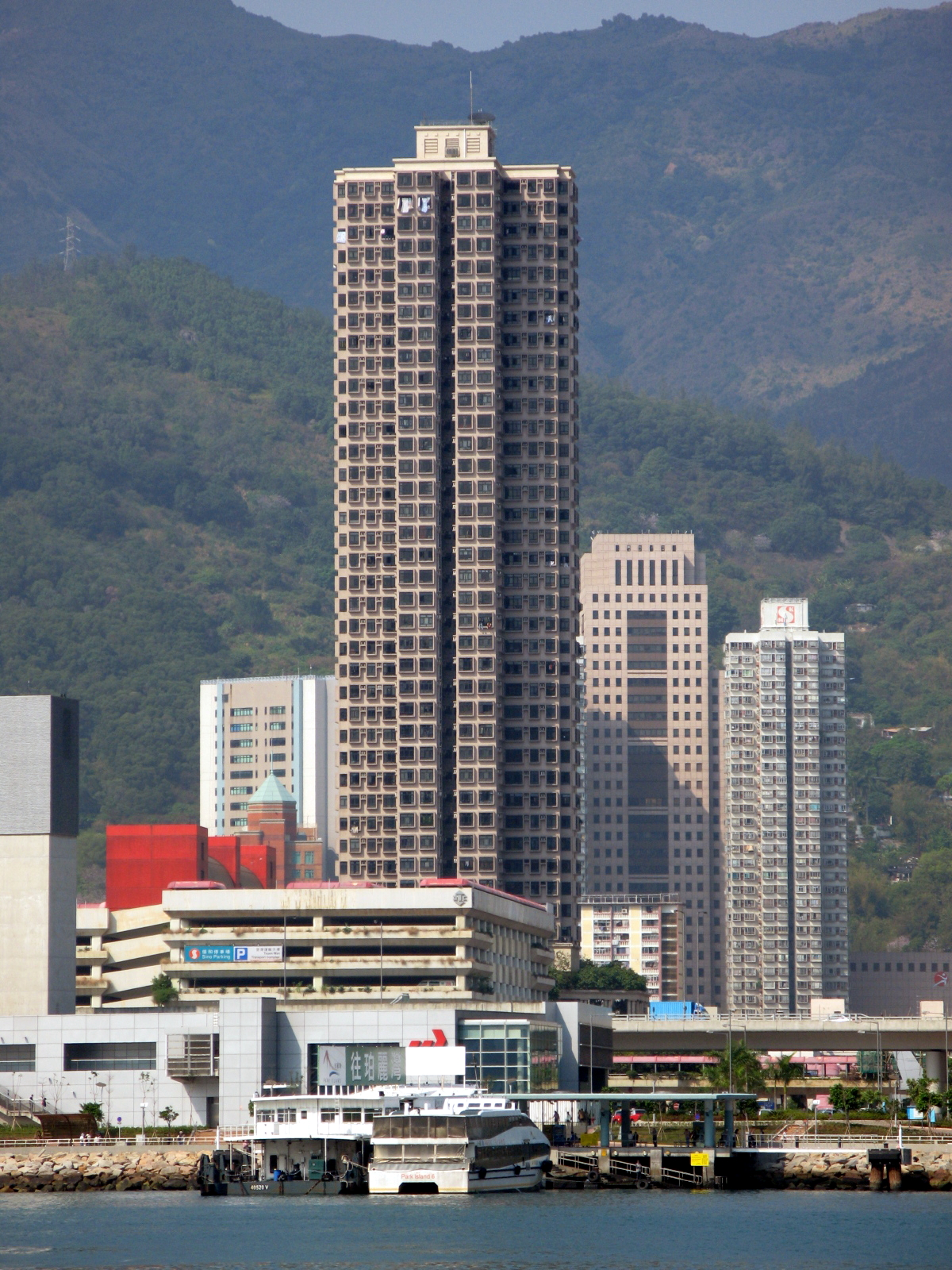
灣景廣場

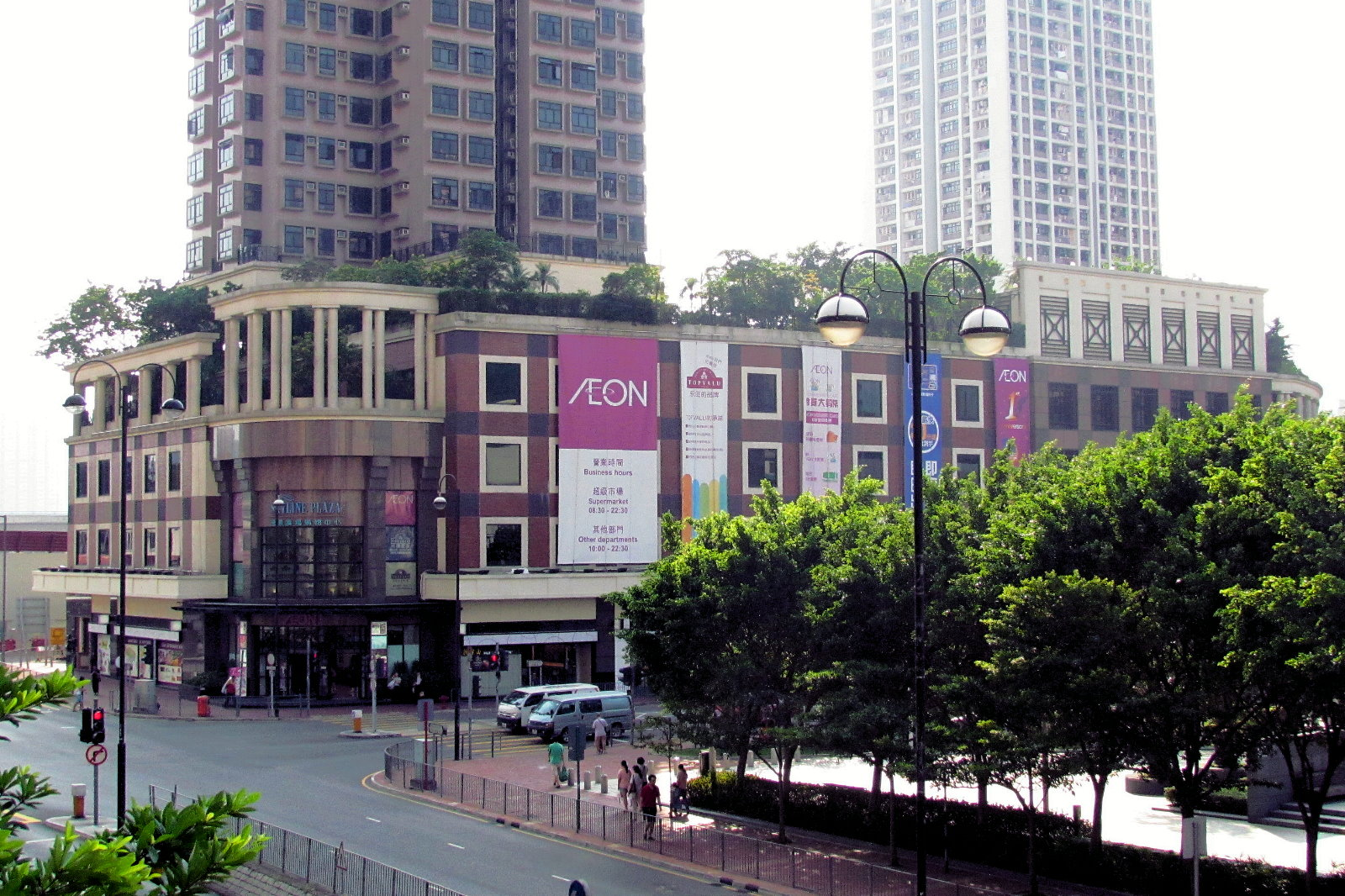
灣景購物中心

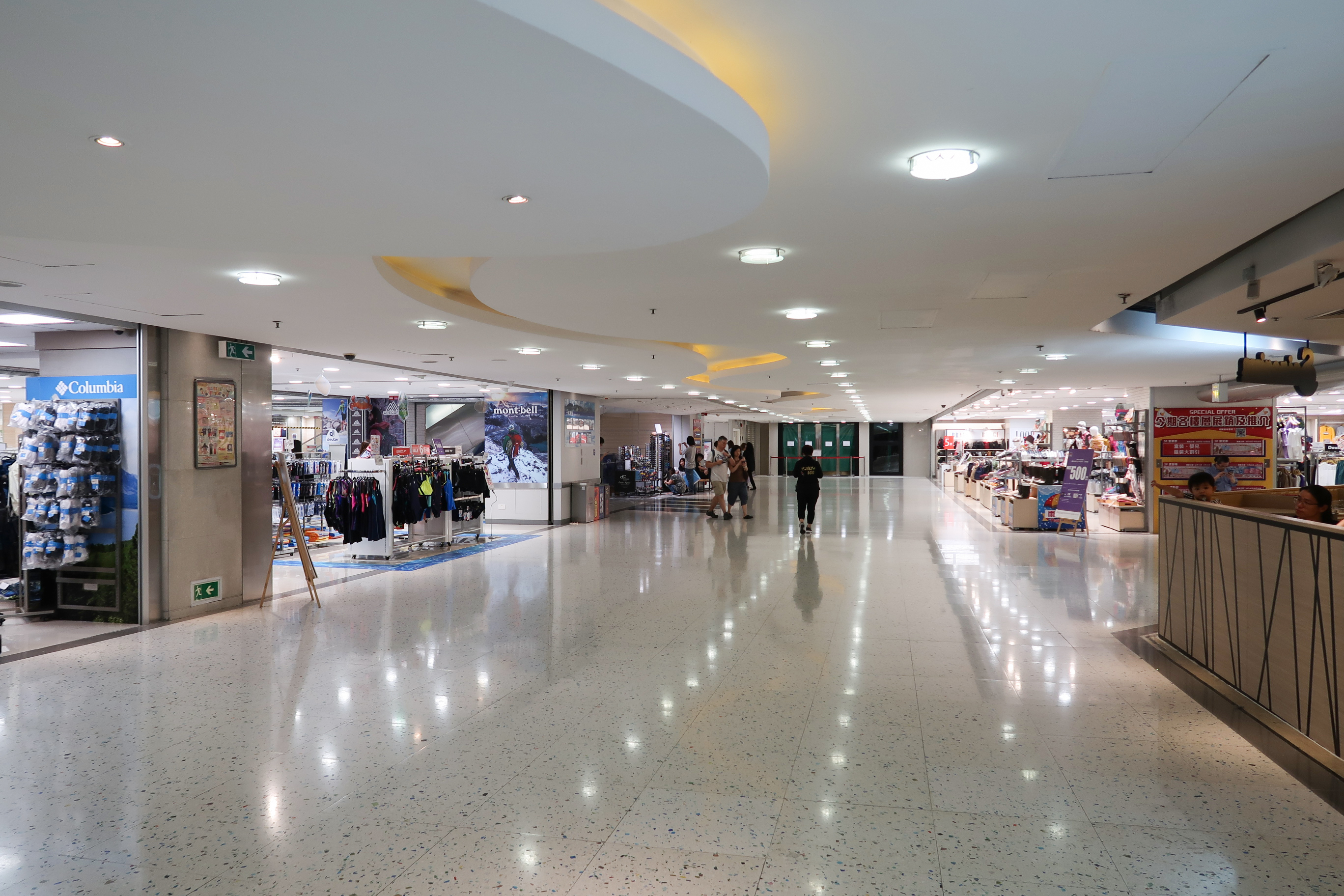
灣景購物中心1樓

灣景廣場（英語：Skyline Plaza），是香港荃灣大河道88號的一個在基座設有商場的單幢式發展，於1995年4月入伙，發展商為恆基兆業。
灣景廣場商場部份名為灣景購物中心，為4層高樓面逾17.3萬平方呎之商場。2012年獲永旺百貨承租開設AEON百貨店，並於同年10月20日開幕，2024年5月改為AEON STYLE，於同年7月19日開幕。

## 商場
商場原稱灣景廣場購物中心，到2012年2月起正式易名為灣景購物中心。商場地下則曾開設家具店、琴行、美國冒險樂園、匯豐銀行、醫務所。1樓則有家居設計公司、零食店、精品店和酒樓；2樓及3樓曾先後有家樂福和百佳兩間大型超級市場，由於商場人流非常冷清，2003年，百佳曾有計劃將其分店升格為百佳購物廣場「Megastore」，並將面積擴展至2樓及3樓全層，希望能夠增加及帶動商場的入流，但後來計劃已擱置。其後於2006年8月，百佳超級廣場遷往荃灣廣場後，原有舖位曾租予利達家居廣場。
自2011年11月27日起，商場開始陸續封閉場並進行大裝修，其後開設AEON百貨（現今AEON STYLE荃灣），取代原來的荃灣廣場分店，並於2012年10月20日開業。灣景購物中心可由鄰近的商場如荃灣廣場、荃新天地帶來人流。
灣景購物中心原附設行人天橋經荃灣運輸大樓連接港鐵荃灣西站、如心廣場及祈德尊新邨等地，但由於荃灣西站五區（城畔）工程關係，該行人天橋曾於2013年2月5日至2019年7月3日期間封閉。而新建的行人天橋連接荃灣廣場三樓及海盛路，於2019年11月及12月分階段開放。

## 屋苑
灣景廣場的住宅部分設於4－39樓，當中4樓為平台花園及游泳池。每層設有8個單位，分別為A－H室。

## 鄰近
- 港鐵荃灣西站
- 祈德尊新邨
- 荃新天地
- 如心廣場
- 楊屋道
- 荃灣廣場
- 荃灣大會堂

## 外部連結
- 灣景廣場官方網站